# Ильятино (Московская область)
Ильятино — деревня в Рузском районе Московской области России, входит в состав сельского поселения Дороховское. До 2006 года входила в состав Космодемьянского сельского округа.
Деревня расположена на юге района, примерно в 25 километрах к югу от Рузы, у истока реки Исьмы, высота центра над уровнем моря — 185 м.

## Население
| 2002 | 2006 | 2010 |
| ---- | ---- | ---- |
| 0    | →0   | →0   |